# Blind Melon (альбом)
| Оценки критиков                   | Оценки критиков |
| Источник                          | Оценка          |
| --------------------------------- | --------------- |
| AllMusic                          | [ 1 ]           |
| Christgau's Consumer Guide        | C+              |
| Encyclopedia of Popular Music     | [ 3 ]           |
| Entertainment Weekly              | B+              |
| The New Rolling Stone Album Guide | [ 5 ]           |

Blind Melon (с англ. — «Слепая дыня») — дебютный альбом американской альтернативной рок-группы Blind Melon, выпущенный 22 сентября 1992 года на лейбле Capitol Records. Пластинка включает песню «No Rain», которая была издана в качестве второго сингла, ставшая прорывом для группы из-за большой популярности её музыкального видео на MTV.
Альбом считается наиболее успешным в дискографии коллектива: он получил четырехкратный «платиновый» статус и достиг 3-го места в американском национальном хит-параде Billboard 200.
Главный хит альбома — композиция «No Rain» — была выдвинута на соискание премии «Грэмми» в категории «Лучшее вокальное рок-исполнение дуэтом или группой».

## Предыстория
В 1985 году вокалист Шэннон Хун переехал из Индианы в Лос-Анджелес, штат Калифорния. Вскоре он познакомился с двумя уроженцами Миссисипи — гитаристом Роджерсом Стивенсом и басистом Брэдом Смитом, прибывшими в Лос-Анджелес годом ранее. Они начали джемовать вместе, а затем наняли второго гитариста, Кристофера Торна. После этого музыканты начали подыскивать барабанщика в окрестностях города, но их поиски не увенчались успехом. В итоге, спустя несколько месяцев Стивенс и Смит уговорили своего знакомого, Глена Грэма, переехать в Лос-Анджелес из Миссисипи, чтобы присоединиться к группе.
В 1990 году была образована группа Blind Melon, вскоре записавшая демо-кассету с четырьмя песнями получившее названием Goodfoot Workshop. В 1991 году молодым коллективом заинтересовался мейджор-лейбл Capitol Records, который предложил музыкантам контракт, хотя это демо так и не было выпущено. Руководство лейбла пргласило известного продюсера Дэвида Бриггса поработать с группой над первым мини-альбомом под названием The Sippin' Time Sessions. Однако в итоге запись была забракована самими музыкантами, так как они сочли её звучание «слишком гладким и неестетственным».
В конце 1991 года Blind Melon решили покинуть Лос-Анджелес, чтобы записать свой дебютный альбом, так как они чувствовали, что город не отражает их музыкальный стиль. Менеджер Capitol Records предложил им вернуться в Северную Каролину. Группа выбрала город Чапел-Хилл, посчитав его привлекательным из-за «классной музыкальной сцены», однако музыканты не смогли найти достаточно большой дом, в котором можно было бы остановиться на несколько месяцев и разместить оборудование. В итоге они арендовали помещение в соседнем Дареме.

## Запись
Часть материала альбома была записана в Дареме, в арендованном группой особняке, который получи название «Сонный дом». Впоследствии Торн вспоминал: «Мы репетировали в доме и там же записывались. Пока мы прибывали там, мы выросли в музыкальном плане, и именно там мы действительно развили наше звучание». Тем не менее, бо́льшая часть пластинки была записана с продюсером Риком Парашаром (который до этого продюсировал диск Ten группы Pearl Jam) в студии London Bridge Studio расположенной в Сиэтле. Работа над Blind Melon была завершена весной 1992 года.
Во время записи пластинки музыканты использовали старомодные усилители и другие, устаревшие на тот момент, студийные технологии. Группа вообще не прибегала к современным студийным эффектам, так как хотела создать чистый и «интимный» альбом. По словам Хуна: «Всем нам нравилось продюсирование многих ранних записей Stones, [где] то что вы играете звучит так как оно будет звучать [на диске]».
Во время сведения альбома большинство гитарных треков Роджерса Стивенса были перемещены в правой канал, в то время как гитара Криса Торна звучит в левом.

### Содержание
Музыкальный стиль альбома описывали как альтернативный, южный рок с атмосферой ретро-рока 1970-х. Вокал Хуна называли высокочастотным и «царапающим» звучание. Оба гитариста играли в стиле, напоминающем Джими Хендрикса, а также демонстрировали влияние фанк-рока. Пара песен альбома критикуют религию. «Holyman» направлена против людей, которые утверждают, что важны только их религиозные взгляды, а «Dear Ol' Dadа» — о бывшей девушке Хуна, которая ушла от него из-за религиозных разногласий. Композиция «Sleepyhouse» — это воспоминание о времени, проведенном группой в одноименной резиденции, а также вечеринки с друзьями в «желтом особняке» Чапел-Хилла. Текст песни к «Tones of Home» был написан всеми участниками коллектива.

### Обложка
Обложка Blind Melon основана на фотографии 1975 года младшей сестры Глена Грэма — Джорджии Грэм, в костюме пчелы на «давнишнем» школьном спектакле. «Мы все сидели в гостиной, и эта картина просто выскочила на нас. Кто-то шутливо сказал: „Из этого получится отличная обложка для альбома“». Впоследствии обложка послужила вдохновением для концепцию персонажа «Bee Girl» в клипе на песню «No Rain». Режиссёр видео, Сэмюэль Байер, режиссер видео, выбрал для этой роли Хизер Делоч, так как в костюме она выглядела очень похожей на сестру Грэма на фотографии.

## Список композиций
Все песни написаны группой Blind Melon.
| №   | Название          | Длительность |
| --- | ----------------- | ------------ |
| 1.  | «Soak the Sin»    | 4:01         |
| 2.  | «Tones of Home»   | 4:26         |
| 3.  | «I Wonder»        | 5:31         |
| 4.  | «Paper Scratcher» | 3:14         |
| 5.  | «Dear Ol' Dad»    | 3:02         |
| 6.  | «Change»          | 3:41         |
| 7.  | «No Rain»         | 3:37         |
| 8.  | «Deserted»        | 4:20         |
| 9.  | «Sleepyhouse»     | 4:29         |
| 10. | «Holyman»         | 4:47         |
| 11. | «Seed to a Tree»  | 3:29         |
| 12. | «Drive»           | 4:39         |
| 13. | «Time»            | 6:02         |

## Участники записи
- Шэннон Хун — ведущий вокал, акустическая гитара
- Брэд Смит — бас-гитара, флейта, бэк-вокал
- Роджерс Стивенс[англ.] — соло-гитара
- Кристофер Торн — ритм-гитара, мандолина
- Глен Грэм — перкуссия, ударные
- Сабри Хан — саранги на треке «Sleepyhouse»
- Джордж Марино — мастеринг
- Рик Парашар — продюсер, звукоинженер, микширование
- Джон Плам — ассистент звукоинженера
- Томми Стил — оформление и дизайн обложки
- Хизер Девлин — фотографии
- Blind Melon — продюсирование, концепция обложки, микширование

## Позиции в чартах

### Альбом
| Чарт (1993)   | Высшая позиция |
| ------------- | -------------- |
| Billboard 200 | 3              |

### Синглы
| Год  | Сингл           | Чарт                             | Высшая позиция |
| ---- | --------------- | -------------------------------- | -------------- |
| 1992 | «Tones of Home» | Billboard Modern Rock Tracks     | 20             |
| 1993 | «No Rain»       | Billboard Mainstream Rock Tracks | 1              |
| 1993 | «No Rain»       | Billboard Modern Rock Tracks     | 1              |
| 1993 | «No Rain»       | Billboard Hot 100                | 20             |
| 1993 | «No Rain»       | Billboard Mainstream Top 40      | 4              |
| 1993 | «Tones of Home» | Billboard Mainstream Rock Tracks | 10             |

## Сертификации
| Регион                                                      | Сертификация  | Продажи    |
| ----------------------------------------------------------- | ------------- | ---------- |
| США (RIAA)                                                  | 4× Платиновый | 4 000 000^ |
| Канада (Music Canada)                                       | 4× Платиновый | 400 000^   |
| Великобритания (BPI)                                        | Серебряный    | 60 000^    |
| ^ Данные о тиражах приведены только на основе сертификации. |               |            |